# Верхратський Сергій Аврамович
Сергі́й Авра́мович Верхра́тський (20 жовтня 1894, Верхратка, Вінниччина — 23 лютого 1988, Івано-Франківськ) — український вчений-медик та письменник, 1945 — доктор медичних наук. Нагороджений орденом Леніна, орденом Червоної зірки і орденом Великої Вітчизняної війни 1 ступеня.

## Життєпис
Навчався у Варшавському і Одеському університетах.
Після навчання викладав у фельдшерській школі на Кавказі.
Учасник Першої світової війни — хірург фронтового шпиталю.
Згодом повертається в Україну, працював лікарем на Полтавщині, з 1922 по 1939 рік — головний лікар Турбівської районної лікарні.
В 1939—1941 роках працює асистентом на кафедрі хірургії Донецького медичного інституту.
1940 року захистив кандидатську роботу «Побутова медицина в Україні».
В часі нацистсько-радянської війни — головний лікар евакошпиталів, одним з перших організував нейрохірургічні відділи та евакошпиталі для поранених.
1945 року захищає докторську роботу «Матеріали з історії медицини на Україні до часів введення земства».
З січня 1946 року працює у Станіславі, професор медичного інституту.
Протягом 1946—1968 років був завідувачем кафедри шпитальної хірургії, також викладав історію медицини.
1958 року історія медицини в інституті виділена в окремий курс.
Був серед засновників Наукового товариства хірургів Івано-Франківщини та Наукового товариства істориків медицини.
Є автором 86 наукових праць, зокрема, по історії медицини України:
- 1946 — «Цехова медицина в Україні»,
- 1947 -«Цирульники в Україні. Перші противісп'яні щеплення на Україні».

В рамках досліджень медицини
- описав медичну справу на Запорізькій Січі,
- провів розвідку про перших міських і повітових лікарів України.

Написав підручник «Історія медицини», 1991 року вийшло його четверте видання.
1958 року вийшла друком його історична розвідка «Життя і діяльність доктора медицини Франціска-Георгія Скорини»,
- також «Н.Бідло — організатор і пожиттєвий керівник вітчизняної госпітальної школи».

В рукописах залишилися дослідження музичного фольклору в Україні, «Тіні руїн Острозького замку» — монографія про рід князя Костянтина Острозького, «Дама з горностаєм» — про княжну Софію Чорторийську.

## Вшанування пам'яті

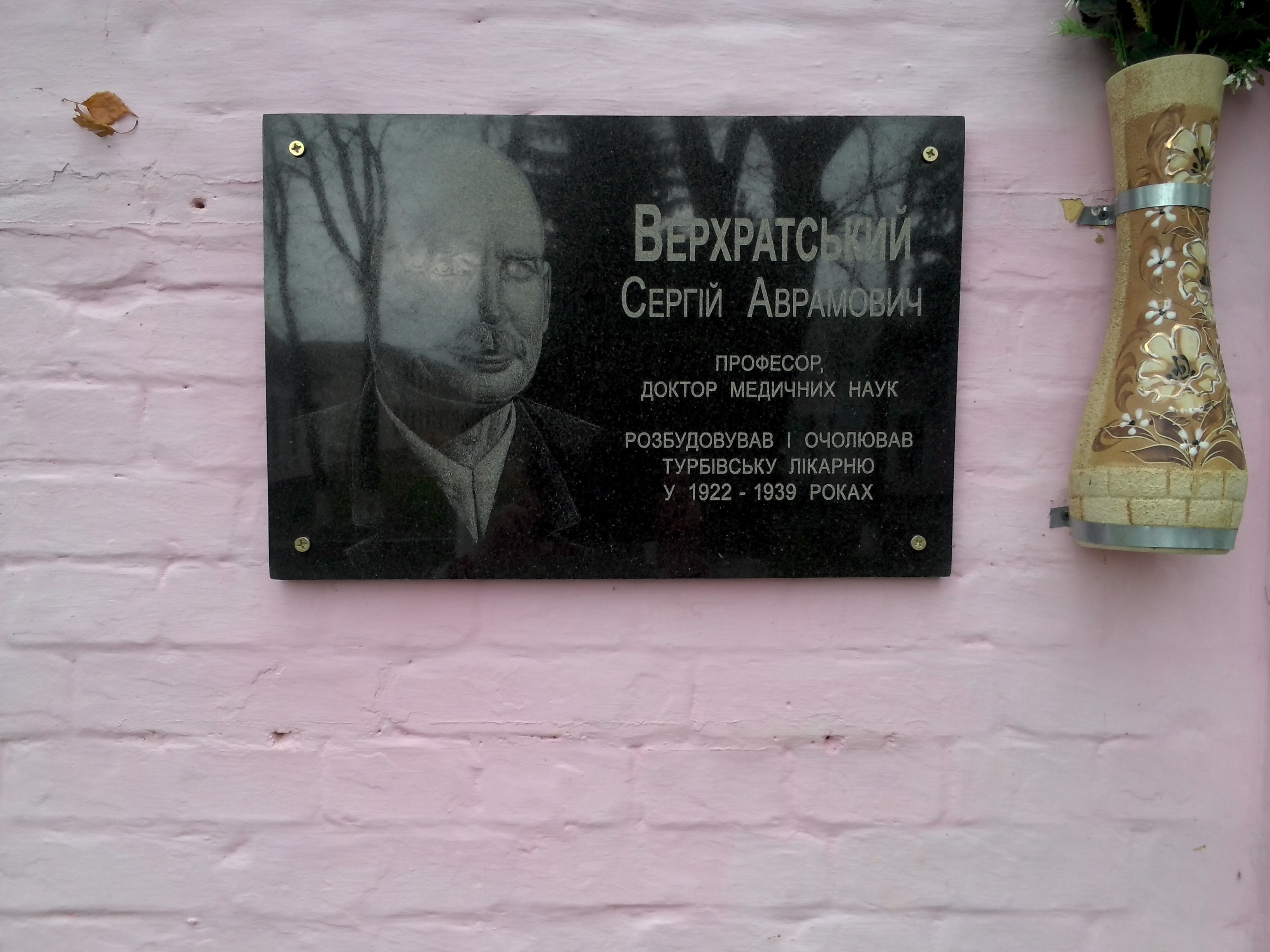
Пам'ятна дошка С. А. Верхратському на будівлі Турбівської міської лікарні

Кафедра шпитальної хірургії (зараз кафедра хірургії № 2 з курсом кардіохірургії) Івано-Франківського національного медичного університету носить ім'я С. А. Верхратського.
Встановлена табличка вшанування пам'яті у Турбівській міській лікарні.
Заснована студентська стипендія імені Сергія Верхратського.